# Вилађо Рома (Удине)
Вилађо Рома је насеље у Италији у округу Удине, региону Фурланија-Јулијска крајина.
Према процени из 2011. у насељу је живело 181 становника. Насеље се налази на надморској висини од 5 м.